# Nyctophilus nebulosus
Nyctophilus nebulosus là một loài động vật có vú trong họ Dơi muỗi, bộ Dơi. Loài này được Parnaby mô tả năm 2002.